# Elephant Jason
Elephant Jason är en ö i territoriet Falklandsöarna (Storbritannien). Den ligger i den nordvästra delen av ögruppen, 220 km väster om huvudstaden Stanley.